# Peromyscus pectoralis
Peromyscus pectoralis är en däggdjursart som beskrevs av Wilfred Hudson Osgood 1904. Peromyscus pectoralis ingår i släktet hjortråttor och familjen hamsterartade gnagare. IUCN kategoriserar arten globalt som livskraftig. Inga underarter finns listade i Catalogue of Life.
Arten når en absolut längd av cirka 20 cm och svansen är lika lång eller lite längre än huvud och bål tillsammans. Liksom hos andra hjortråttor byts pälsen tre gånger under livet. Den är hos ungdjur gråaktig och hos vuxna exemplar brun på ovansidan och vit på undersidan. Kännetecknande är vita hår på fötternas baksida. Peromyscus pectoralis avviker från andra hjortråttor genom olikartad konstruktion av skallen och tänderna. Öronen är alltid kortare än bakfötterna. Gnagaren väger 24 till 39 g.
Denna gnagare förekommer i norra och centrala delar av Mexiko samt i Texas (USA). Habitatet varierar mellan öknar, gräsmarker, buskskogar, blandskogar och klippiga områden med glest fördelad växtlighet.
Individerna går främst på marken och klättrar ibland i växtligheten. De vilar under stenhögar eller i ansamlingar av bråte. Födan utgörs av frön, bär, mandel och av några insekter. Honor kan para sig hela året. Efter cirka 23 dagar dräktighet föds 2 till 5 ungar, oftast 3.